# 赤間川
赤間川（あかまがわ）は、埼玉県狭山市・川越市を流れる荒川水系の河川。

## 概要
入間川笹井ダム（笹井堰）から取水し、伊佐沼に落ちる農業用水路として誕生した。入間川の右岸側に並行し、霞川をくぐり、武蔵野台地の北西端の縁に沿うようにして北東方向に流れ、その後新河岸川と合流し現在に至る。合流点より先の新河岸川にも「赤間川橋梁」など、赤間川の名がつく構造物がある。また、合流点より下流側にある田谷堰から伊佐沼までの旧流路も残っており、途中には旧赤間川取水堰橋などが所在する。

## 橋梁・施設
上流より
- 笹井堰
- 七夕橋（埼玉県道50号所沢狭山線）
- 菅原橋
- 豊田橋

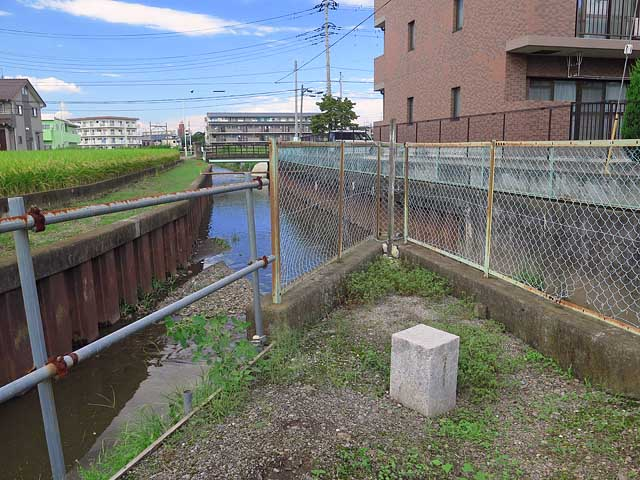
新河岸川の起点標石。赤間川はこれより新河岸川と名を変える。

- 赤間川避隘橋（関越自動車道）
- 赤間川橋

橋は数多く架かるが名前の付いた橋は少ない。